# Lara (Monção)
Lara ist eine Gemeinde (Freguesia) im nördlichsten Kreis Monção Portugals, im Distrikt Viana do Castelo. In ihr lebten 255 Einwohner (Stand 19. April 2021).